# Симфония № 7 (Шостакович)
Симфония № 7 «Ленинградская» до мажор соч. 60 — симфония Дмитрия Шостаковича в четырёх частях, одно из важнейших его произведений, созданное в 1941 году. Первые три части закончены в сентябре 1941 года в блокадном Ленинграде. 1 октября Шостакович вместе с семьёй был вывезен через Москву в Куйбышев, где 27 декабря 1941 года и закончил симфонию. Премьера состоялась 5 марта 1942 года в Куйбышеве.

## История создания

Дмитрий Шостакович и его близкий друг музыковед Иван Соллертинский

В апреле 1941 года Шостакович отправился в Ростов-на-Дону на гастроли, после которых отдыхал с женой Ниной в санатории Дома учёных в крымской Гаспре, недалеко от Ялты. Вернувшись в Ленинград в мае 1941 года, продолжил занятия с учениками в классе композиции Ленинградской консерватории, а также работу на должности председателя государственной экзаменационной комиссии на фортепианном факультете.
22 июня в 10:00 Шостакович прибыл в консерваторский Малый зал имени А. К. Глазунова для проведения государственного выпускного экзамена. Обычной процедуре прослушивания помешало сообщение о начале войны, в связи с чем экзамены были прерваны.
С началом Великой Отечественной войны у Шостаковича отсутствовали сомнения в быстрой победе. Поэтому поражения начального периода первоначально воспринимались лишь как итог вероломного и внезапного нападения нацистских войск. 22 или 23 июня Шостакович подал заявление о зачислении его добровольцем в Красную армию, однако ему отказали, сказав, чтобы он подождал некоторое время. Во второй раз Шостакович обратился для участия в военных действиях после того как услышал речь Иосифа Сталина, в которой тот призывал граждан вступить в народное ополчение. После этого композитор отправился на сборный пункт при заводе Полиграфмаш, где в это время формировалась третья дивизия народного ополчения для дислокации в районе Красного Села. Однако и на этот раз Шостаковича не взяли в армию, а по просьбе друзей и знакомых зачислили на строительство оборонных сооружений Ленинграда. Он продолжил работать в консерватории, проводя занятия вплоть до 1 июля, после чего не пошёл в отпуск и в третий раз обратился с прошением принять его в ополчение, так как опасался, что про него забыли. После этого ему поручили возглавить музыкальную часть Ленинградского театра народного ополчения, состоящую из баянистов, что было не совсем по душе композитору. Он снова стал просить принять его в армию, но военный комиссар пытался убедить его, что он принесёт больше пользы на музыкальном поприще. После этой очередной попытки он был освобождён от музыкальной деятельности в театре ополчения, и композитора хотели даже без его согласия эвакуировать из города. В итоге, после его настойчивых обращений, Шостакович был зачислен в пожарную команду противовоздушной обороны. Из этого периода времени дошли несколько фотографий, на которых он запечатлён в пожарной каске и комбинезоне. В его обязанности входило тушить загоревшиеся дома, а также выполнять другие противопожарные функции по обороне города. Этот период отмечен созданием песни «Клятва наркому» для солиста и хора. Она была написана на слова поэта Виссариона Саянова, и отмечена интересом композитора к знаменитой песне «Священная война» Александра Александрова на стихи Василия Лебедева-Кумача.
Некоторые авторы считают, что к работе над Седьмой симфонией Шостакович приступил ещё за несколько лет до начала войны. Так, его известная ученица и композитор Галина Уствольская вспоминала, что в 1939—1940 году Шостакович рассказывал ей, что почти закончил симфонию, над которой он работал: «Осталось дописать коду и кое-что поправить; упоминал о том, что не знает, как лучше назвать симфонию: „Ленин“ или „Ленинская“ — Дмитрий Дмитриевич очень уважал В. И. Ленина и всегда хотел посвятить ему какое-то своё сочинение». Из воспоминаний композитора известно, что это произведение создавалось в четырёх частях и имело программный характер: «Первая часть — юношеские годы Ильича; вторая — Ленин во главе Октябрьского штурма; третья — смерть Владимира Ильича и четвёртая — без Ленина по ленинскому пути». По его словам, он написал ряд музыкальных фрагментов, которые должны были войти в «7-ю симфонию памяти гениального вождя человечества». По мнению биографа композитора Соломона Волкова, установить, что из первоначальной версии вошло в законченную симфонию не представляется возможным, но то, что над её замыслом Шостакович активно работал, находит подтверждение в том, что Седьмая симфония была включена в план концертного сезона 1941—1942 Ленинградской филармонии, который был объявлен весной 1941 года. Биограф и исследователь творчества Шостаковича Софья Хентова предполагает, что он видимо намеревался посвятить этой симфонии лето 1941 года, когда освободится от преподавательской и организационной работы в консерватории. Однако польский композитор и известный биограф Шостаковича Кшиштоф Мейер сомневается в реалистичности и законченности такого замысла, предполагая, что это был «очередной блеф», приводя в качестве аналогичного примера объявленную за шесть лет до этих событий поэму «От Карла Маркса до наших дней», которая так и не была закончена. Согласно его версии, такое поведение объясняется следующим образом: «Композитор не раз говорил о сочинениях, которых вовсе не собирался писать, чтобы таким способом выкроить себе немного времени для спокойной работы над чем-нибудь другим». Мейер отмечает, что «мнимая работа» над этой симфонией продолжалась до 1940 года и была прервана сочинением Симфонии № 6, над созданием которой он работал на протяжении весны—осени 1939 года. Российский музыковед Левон Акопян писал, что «попытки» пересмотра истории создания симфонии и её датировки стали «модными» после 1979 года и резюмировал: «Все они основаны на свидетельствах, не заслуживающих ни малейшего доверия».
В первой половине июля Шостакович написал несколько песен и переложений. После того как в направлении на фронт ему было окончательно отказано, а от исполнения функций пожарного его всё чаще стали отрывать для выполнения музыкальной деятельности, он решился взяться за крупное сочинение в симфоническом жанре. Первоначально оно было задумано в виде вокально-симфонического произведения, так как он решил, что текст может лучше передать военную тематику. Композитор намеревался самостоятельно написать слова к симфонии, но вскоре отказался от этой идеи и приступил к сочинению чисто инструментальной музыки. Как он позже вспоминал, это было связано с тем, что симфоническая музыка передавала его мысли «значительно сильнее». Увлечённый композицией, он стал напряжённо над ней работать и, уходя на дежурство, стал брать ноты на крышу, чтобы не тратить время: «таскал туда партитуру — не мог от неё оторваться». Имеются сведения, что в качестве первоначального замысла рассматривалась одночастная форма симфонии, но этот вариант также был отвергнут в ходе работы и постепенно сочинение стало разрабатываться как масштабный четырёхчастный цикл с увеличенным составом оркестра.
Согласно некоторым данным, знаменитая «тёмная» тема первой части симфонии была написана Шостаковичем до начала Великой Отечественной войны — в конце 1930-х годов или в 1940 году. Это были вариации на неизменную тему в форме пассакальи, по композиционному замыслу сходные с «Болеро» Мориса Равеля. Простая тема, поначалу безобидная, развиваясь на фоне сухого стука малого барабана, в конце концов вырастала в страшный символ подавления. В 1940 году Шостакович показывал это сочинение коллегам и ученикам, но не опубликовал и публично не исполнял. Когда летом 1941 года композитор начал писать новую симфонию, пассакалья превратилась в большой вариационный эпизод, заменивший разработку в первой её части, законченной в августе. Близкий друг Шостаковича литературовед Исаак Гликман вспоминал, что в первых числах августа 1941 года тот по телефону пригласил его прийти к нему на квартиру. Дмитрий Дмитриевич выглядел похудевшим, задумчивым, усталым и при встрече сказал, что хотел увидеть Гликмана в связи с тем, что хотел показать начало задуманного им симфонического произведения, которое возможно «никому не понадобится, раз свирепствует такая небывалая война». Композитор на рояле исполнил «возвышенно-прекрасную» экспозицию и тему вариаций, изображающую фашистское нашествие. Они оба были очень взволнованны, а Шостакович даже прослезился, что было для него довольно характерно при исполнении своих новых сочинений. После этого автор музыки произнёс: «Я не знаю, как сложится судьба этой вещи, — и после паузы добавил, — досужие критики, наверное, упрекнут меня в том, что я подражаю „Болеро“ Равеля. Пусть упрекают, а я так слышу войну». Встретившись со своим знакомым Михаилом Зощенко, композитор в разговоре сказал, что работает над новой симфонией, работа продвигается и должно получиться хорошо. На вопрос писателя чему она будет посвящена, Шостакович ответил: «Пожалуй, точной темы нет. Но в общем тема военная, борьба, героизм советского народа…» На Зощенко общение с композитором произвело большое впечатление и в своей статье «В эти дни» он отразил общие чувства от встречи с ним следующим образом: «За тонкими чертами лица — мужество, сила и большая непреклонная воля».
С 1 сентября авианалёты люфтваффе участились, композитору с семьёй приходилось всё чаще скрываться в бомбоубежище, где охваченный замыслом старался не задерживаться и возвращался в квартиру работать над чистовой партитурой первой части, которая была закончена 3 сентября. В сентябре 1941 года, в уже блокадном Ленинграде (блокада началась 8 сентября), Шостакович написал вторую часть и начал работу над третьей. Первые три части симфонии он писал в доме Бенуа на Каменноостровском (тогда — Кировском) проспекте. 6 сентября 1941 года он писал своему коллеге Виссариону Шебалину, что испытывает сверхъестественное физическое и умственное напряжение и отмечал: «Сочиняю я с адской скоростью и не могу остановиться». Левон Акопян в своей работе «Феномен Дмитрия Шостаковича» писал, что создание Симфонии № 7 знаменует начало периода «творческой эйфории» композитора. В течение этого необычайно плодотворного времени, был создан целый ряд значительных произведений, и он продолжался почти без спадов на протяжении нескольких лет.
О ходе создания симфонии композитор сообщил в прессе в октябре 1941 года следующее:
Первая часть этого произведения была мною закончена 3 сентября, вторая — 17 сентября, а третья — 29 сентября.

Сейчас я заканчиваю последнюю, четвертую часть. Я никогда не сочинял так быстро, как сейчас.
1 октября композитор вместе с семьёй был вывезен из Ленинграда; после недолгого пребывания в Москве он отправился в Куйбышев, где 27 декабря 1941 года и была закончена симфония.

## Премьеры
Премьера произведения состоялась 5 марта 1942 года в Куйбышеве, где в то время находилась в эвакуации труппа Большого театра. Седьмая симфония была впервые исполнена в Куйбышевском театре оперы и балета оркестром ГАБТ СССР под управлением дирижёра Самуила Самосуда. Премьера симфонии транслировалась радиостанциями на территорию как Советского Союза, так и за границу, а открывало трансляцию выступление Шостаковича.
Второе исполнение произошло 29 марта под управлением Самосуда — симфония была впервые исполнена в Москве. Чуть позже симфонию исполнил оркестр Ленинградской филармонии под управлением Евгения Мравинского, находившийся в то время в эвакуации в Новосибирске.
Зарубежная премьера Седьмой симфонии состоялась 22 июня 1942 года в Лондоне — её исполнил Лондонский симфонический оркестр под управлением Генри Вуда. Американская премьера симфонии состоялась 19 июля 1942 года в Нью-Йорке — её исполнил Симфонический оркестр Нью-Йоркского радио под управлением дирижёра Артуро Тосканини. Развернувшийся в США спор за право быть первым исполнителем решил сам Шостакович — он отдал предпочтение человеку, который покинул родную Италию из-за нежелания сотрудничать с фашистским режимом, — Тосканини мог лучше понять чувства автора музыки.

## Структура
1. Allegretto
2. Moderato — Poco allegretto
3. Adagio
4. Allegro non troppo

## Состав оркестра
Симфония написана для оркестра в составе:
Деревянные духовые
4 флейты
3 гобоя
5 кларнетов
3 фагота
Медные духовые
8 валторн
6 труб
6 тромбонов
туба
УдарныеЛитавры
треугольник
2 малых барабана
тарелки
большой барабан
там-там
ксилофон
Клавишные
фортепиано
Щипковые струнные
2 арфы
Струнные
первые скрипки
вторые скрипки
альты
виолончели
контрабасы

### Состав оркестра. Ленинград 1942 год

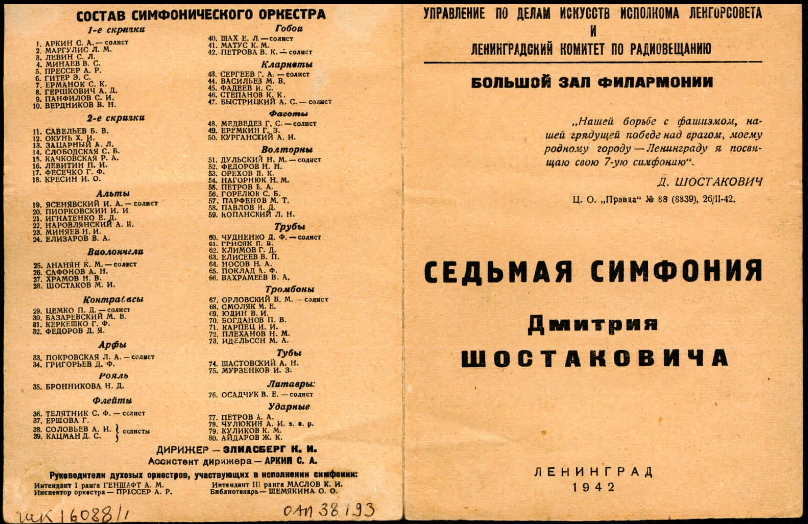
1942 г., Программа концерта 7-й симфонии Д. Шостаковича в Большом зале Ленинградской филармонии. Состав симфонического оркестра.

Большой зал Филармонии
10 1-х скрипок
1. С. А. Аркин (солист); 2. Л. М. Маргулис; 3. С. Л. Левин; 4. В. С. Минаев; 5. В. С. Прессер; 6. Э. С. Гитер; 7. С. К. Ерманок; 8. А. Д. Гершкович; 9. С. И. Панфилов; 10. В. Н. Вердников.
8 2-х скрипок
1. Б. В. Савельев; 2. Х. И. Окунь; 3. А. Л. Зацарный; 4. С. Б. Слободская; 5. Р. А. Качковская; 6. П. И. Левитин; 7. Г. Ф. Фесечко; 8. И. О. Крестин.
6 альтов
1. И. А. Ясенявский (солист); 2. И. И. Пиорковский; 3. Е. Д. Игнатенко; 4. А. И. Наровлянский; 5. Н. И. Миняев; 6. В. А. Елизаров.
4 виолончели
1. К. М. Ананян (солист); 2. А. Н. Сафонов; 3. Н. В. Храмов; 4. М. И. Шостаков.
4 контрабаса
1. П. Д. Цемко (солист); 2. М. В. Базаревский; 3. Г. Ф. Керкешко; 4. Д. Я. Фёдоров.
2 арфы
1. Л. А. Покровская (солист); 2. Д. Ф. Григорьев.
1 рояль
1. Н. Д. Бронникова.
4 флейты
1. С. Ф. Телятник (солист); 2. Г. Ершова; 3. А. И. Соловьёв (солист); 4. Д. С. Кацман (солист).
3 гобоя
1. Е. Л. Шах (солист); 2. К. М. Матус; 3. В. К. Петрова (солист).
5 кларнетов
1. Г. А. Сергеев (солист); 2. М. В. Васильев; 3. И. С. Фадеев; 4. К. К. Степанов; 5. А. С. Быстрицкий (солист).
3 фагота
1. Г. С. Медведев (солист); 2. Г. З. Ерёмкин; 3. А. И. Курганский.
9 валторн
1. Н. М. Дульский (солист); 2. Н. Н. Фёдоров; 3. П. К. Орехов; 4. Н. М. Нагорнюк; 5. Б. А. Петров; 6. С. Б. Горелюк; 7. М. Т. Парфёнов; 8. И. Д. Павлов; 9. Л. Н. Копанский.
7 труб
1. Д. Ф. Чудненко (солист); 2. П. В. Грисяк; 3. Г. Д. Климов; 4. В. П. Елисеев; 5. Н. А. Носов; 6. А. Ф. Поклад; 7. В. А. Вахрамеев.
7 тромбонов
1. В. М. Орловский (солист); 2. М. Е. Смоляк; 3. В. И. Юдин; 4. В. П. Богданов; 5. И. И. Карпец; 6. Н. М. Плеханов; 7. М. А. Идельсон.
2 тубы
1. А. Н. Шастовский; 2. И. З. Мурзенков.
1 литавра
1. В. Е. Осадчук (солист).
4 ударных
1. А. А. Петров; 2. А. И. Чулюкин (з. а. р.); 3. К. М. Куликов; 4. Ж. К. Айдаров.
ДирижёрК. И. Элиасберг.
Ассистент дирижёраС. А. Аркин.
Руководители духовых оркестров, участвовавших в исполнении симфонии
1. Интендант I ранга А. М. Геншафт; 2. Инспектор оркестра А. Р. Прессер; 3. Интендант III ранга К. И. Маслов; 4. Библиотекарь О. О. Шемякина.

## Премьера симфонии в блокадном Ленинграде
Премьера симфонии № 7 в Ленинграде прошла 9 августа 1942 года в Большом зале Ленинградской филармонии. Оркестром Ленинградского радиокомитета дирижировал Карл Элиасберг. В дни блокады некоторые музыканты умерли от голода. Репетиции были свёрнуты в декабре. Когда в марте они возобновились, играть могли лишь 15 ослабевших музыкантов. Для восполнения численности оркестра пришлось отозвать музыкантов из военных частей.

### Исполнение
Исполнению придавалось исключительное значение; в день первого исполнения все артиллерийские силы Ленинграда были брошены на подавление огневых точек противника. Несмотря на бомбы и авиаудары, в филармонии были зажжены все люстры.
Действительно, — вспоминал кларнетист Виктор Козлов, — включены были все люстры хрустальные. Зал был освещён, так торжественно. Такой подъём был у музыкантов в настроении, так играли с душой эту музыку.
Зал филармонии был полон, а публика была самой разнообразной: вооружённые моряки и пехотинцы, а также одетые в телогрейки бойцы ПВО и похудевшие завсегдатаи филармонии.
Новое произведение Шостаковича оказало сильное эстетическое воздействие на многих слушателей, заставив плакать, не скрывая слёз. В великой музыке нашло своё отражение объединяющее начало: вера в победу, жертвенность, безграничная любовь к своему городу и стране.
Во время исполнения симфония транслировалась по радио, а также по громкоговорителям городской сети. Её слышали не только жители города, но и осаждавшие Ленинград немецкие войска. Много позже, двое туристов из ГДР, разыскавшие Элиасберга, признались ему:
Тогда, 9 августа 1942 года, мы поняли, что проиграем войну. Мы ощутили вашу силу, способную преодолеть голод, страх и даже смерть…
Галина Лелюхина, флейтистка:
Были репродукторы, немцы всё это слышали. Как потом говорили, немцы обезумели все, когда это слышали. Они-то считали, что город мёртвый.
Солдат Николай Савков, артиллерист 42-й армии, написал стихотворение во время секретной операции «Шквал» 9 августа 1942 года, посвящённое премьере 7 симфонии и самой секретной операции.
Истории исполнения симфонии посвящён фильм «Ленинградская симфония», а также часть экспозиции созданного в 1968 году музея «А музы не молчали…», посвящённый культуре и искусству Ленинграда периода Великой Отечественной войны.
В ноябре 2021 года вышел 8-серийный российский телесериал «Седьмая симфония» режиссёра Александра Котта, посвящённый истории первого исполнения произведения в Ленинграде.

### Память
- В 1985 году на стене Филармонии была установлена мемориальная доска с текстом: «Здесь, в Большом зале Ленинградской филармонии, 9 августа 1942 года оркестр Ленинградского радиокомитета под управлением дирижёра К. И. Элиасберга исполнил Седьмую (Ленинградскую) симфонию Д. Д. Шостаковича»[37].
- В 2006 году часть Рабочей улицы в Самаре, где Д. Д. Шостакович жил в эвакуации и завершил партитуру Симфонии № 7, была переименована в улицу Шостаковича, двумя годами ранее была открыта мемориальная доска, посвящённая завершению симфонии.

## Знаменитые исполнения и записи

### Живые исполнения
- Среди выдающихся дирижёров-интерпретаторов, осуществивших записи Седьмой симфонии, — Рудольф Баршай, Пааво Берглунд, Леонард Бернстайн, Валерий Гергиев, Кирилл Кондрашин, Дмитрий Китаенко, Евгений Мравинский, Василий Петренко, Геннадий Рождественский, Евгений Светланов, Леопольд Стоковский, Юрий Темирканов, Артуро Тосканини, Бернард Хайтинк, Карл Элиасберг, Марис Янсонс, Неэме Ярви.
- Начиная с исполнения в блокадном Ленинграде, симфония имела для советской и российской власти огромное агитационно-политическое значение. 21 августа 2008 года фрагмент первой части симфонии был исполнен в разрушенном грузинскими войсками южноосетинском городе Цхинвале оркестром Мариинского театра под управлением Валерия Гергиева. Прямая трансляция показана по российским каналам «Россия», «Культура» и «Вести», англоязычному каналу RT, а также транслировалась в эфире радиостанций «Вести ФМ» и «Культура». На ступенях разрушенного в результате артобстрела здания парламента симфония была призвана подчеркнуть параллель между грузино-южноосетинским конфликтом и Великой Отечественной войной.
- На музыку 1-й части симфонии был поставлен балет «Ленинградская симфония», получивший широкую известность[38].

### Саундтреки
- Мотивы симфонии можно услышать в игре «Антанта» в теме прохождения кампании или сетевой игры за Германскую империю.
- В анимационном сериале «Меланхолия Харухи Судзумии», в серии «День Стрельца», используются фрагменты Ленинградской симфонии. Впоследствии, на концерте «Suzumiya Haruhi no Gensou» Токийским государственным оркестром исполнялась первая часть симфонии.
- Симфония также звучит в качестве фоновой музыки, сопровождая приход немцев в советский провинциальный город, в фильме «Секретарь райкома» 1942 года (реж. Иван Пырьев).
- Симфония звучит музыкальной иллюстрацией вторжения захватчиков в СССР в 1941 году в фильме «Падение Берлина».